# 전국서비스산업노동조합연맹
전국서비스산업노동조합연맹(Korean Federation of Service Workers' Union, 약칭 서비스연맹, KFSU)은 전국민주노동조합총연맹의 가맹조직 중 하나로서, 2001년 2월 23일 전국민주관광노동조합연맹과 전국상업노동조합연맹이 통합을 이뤄 결성한 서비스산업 노동자들을 가입대상으로 하는 노동단체다. 2014년 규약 개정을 통해 명칭을 전국서비스산업노동조합으로 변경하면서 민간영역 뿐 아니라 공공영역의 서비스업종까지 포괄하게 되었다.
서비스연맹은 국내 서비스산업 즉 도소매업, 숙박 음식업, 공공서비스업, 여행알선 관련업, 창고 및 운수 관련업, 부동산 및 임대업, 사업 서비스업, 오락문화 및 운동관련 서비스업, 가사서비스업, 기타유관업종 노동자들을 가입 대상으로 하고 있다.
2019년 약 84개노조, 10만여명의 조합원이 가입되어 있다.

## 선언
21세기 3차 산업의 주역이며 사회개혁의 주체인 우리 서비스산업노동자들은 1987년 이후 선배 노동자들의 굽힘없는 민주노조운동의 정신을 계승하고 그 성과를 바탕으로 자주적이고 민주적인 전국중앙조직인 전국서비스산업노동조합연맹을 결성한다.
우리는 전국서비스산업노동조합연맹의 깃발 아래 자주, 민주, 연대의 원칙과 뜨거운 동지애로 굳게 뭉쳐 노동자의 정치, 경제, 사회, 문화적 지위 향상을 위하여 투쟁하며, 서비스노동자들간의 모든 차별을 일소하고, 산별 단일노조를 건설하기 위해 힘차게 전진한다.
또한 이 땅의 제민주세력과 연대하여 민주사회와 노동해방세상 건설을 이루는 그날까지 결연히 투쟁하여 나아갈 것을 엄숙히 선언한다.

## 강령
1. 우리는 자주적이고 민주적인 민주노조 운동의 역사적 정신을 계승, 발전시키며 노동자의 존엄과 평등이 보장되는 참된 민주사회를 건설한다.
2. 우리는 생활임금 확보, 노동시간 단축, 고용안정 확보, 산업재해 추방, 모성보호 확대 등 노동인원과 노동조건의 유지 개선을 위해 투쟁한다.
3. 우리는 서비스산업에서 다수를 차지하는 비정규직 및 여성노동자의 차별을 철폐하고 서비스노동자 전체의 단결과 연대와 평등을 지향한다.
4. 우리는 서비스산업 전체 노동자의 대표조직으로서 산업별 단일 노동조합을 건설한다.
5. 우리는 총자본에 맞서 민중연대를 강화하며 사회보장, 인권, 주거, 교육, 의료, 세제, 소비, 금융, 토지, 환경, 교통, 문화 등에 대한 법과 제도적 개혁을 위해 투쟁한다.
6. 우리는 제 민주세력과의 연대를 통하여 민주적 권리를 쟁취하며 노동자 민중의 독자적 정치세력화를 실현하고 조국의 자주적, 평화적 통일을 위하여 노력한다.
7. 우리는 신자유주의적 세계화, 민영화, 개방화를 통한 노동착취에 맞서 전세계 노동자와 연대하여 국제노동운동의 역량 강화에 기여한다.